# Australia en los Juegos Paralímpicos de Pyeongchang 2018
Australia estuvo representada en los Juegos Paralímpicos de Pyeongchang 2018 por once deportistas, nueve hombres y dos mujeres.

## Medallistas
El equipo paralímpico australiano obtuvo las siguientes medallas:
| Nombre          | Deporte      | Evento                                       |
| --------------- | ------------ | -------------------------------------------- |
| Oro             |              |                                              |
| Simon Patmore   | Snowboard    | Campo a través SB-UL masculino               |
| Plata           |              |                                              |
| —               |              |                                              |
| Bronce          |              |                                              |
| Melissa Perrine | Esquí alpino | Eslalon gigante discapacidad visual femenino |
| Melissa Perrine | Esquí alpino | Supercombinada discapacidad visual femenino  |
| Simon Patmore   | Snowboard    | Eslalon SB-UL masculino                      |